# Felix Frischmann
Felix Frischmann (ur. 29 lipca 2005) – niemiecki skoczek narciarski, reprezentant klubu WSV Grüna. Medalista mistrzostw kraju.
W lutym 2021 zadebiutował w Alpen Cupie, zajmując 65. i 64. miejsce w Ramsau. W marcu 2024 w swoim debiucie w FIS Cupie zdobył punkty cyklu, plasując się na 19. i 21. pozycji w Oberhofie.
Jest medalistą mistrzostw Niemiec w rywalizacji drużynowej – w listopadzie 2023 reprezentując zespół z Saksonii zdobył brązowy medal.

## FIS Cup

### Miejsca w klasyfikacji generalnej
| Sezon     | Miejsce |
| --------- | ------- |
| 2023/2024 | 105.    |

### Miejsca w poszczególnych konkursachFIS Cupu
stan po zakończeniu sezonu 2024/2025
| Źródło                                                                        | Źródło             | Źródło           | Źródło           | Źródło        | Źródło        | Źródło      | Źródło      | Źródło           | Źródło           | Źródło           | Źródło           | Źródło      | Źródło      | Źródło        | Źródło           | Źródło        | Źródło        | Źródło         | Źródło         | Źródło        | Źródło        | Źródło         | Źródło         | Źródło        | Źródło        | Źródło         | Źródło         | Źródło | Źródło | Źródło | Źródło | Źródło | Źródło | Źródło | Źródło | Źródło | Źródło | Źródło | Źródło |
| ----------------------------------------------------------------------------- | ------------------ | ---------------- | ---------------- | ------------- | ------------- | ----------- | ----------- | ---------------- | ---------------- | ---------------- | ---------------- | ----------- | ----------- | ------------- | ---------------- | ------------- | ------------- | -------------- | -------------- | ------------- | ------------- | -------------- | -------------- | ------------- | ------------- | -------------- | -------------- | ------ | ------ | ------ | ------ | ------ | ------ | ------ | ------ | ------ | ------ | ------ | ------ |
| Sezon 2023/2024                                                               |                    |                  |                  |               |               |             |             |                  |                  |                  |                  |             |             |               |                  |               |               |                |                |               |               |                |                |               |               |                |                |        |        |        |        |        |        |        |        |        |        |        |        |
| Szczyrk HS104                                                                 | Szczyrk HS104      | Einsiedeln HS117 | Einsiedeln HS117 | Villach HS98  | Villach HS98  | Râșnov HS97 | Râșnov HS97 | Kandersteg HS106 | Kandersteg HS106 | Notodden HS98    | Notodden HS98    | Falun HS100 | Falun HS100 | Szczyrk HS104 | Szczyrk HS104    | Oberhof HS100 | Oberhof HS100 | Zakopane HS140 | Zakopane HS140 | punkty        | punkty        | punkty         | punkty         | punkty        | punkty        | punkty         | punkty         | punkty | punkty | punkty | punkty | punkty | punkty | punkty | punkty | punkty | punkty | punkty |        |
| -                                                                             | -                  | -                | -                | -             | -             | -           | -           | -                | -                | -                | -                | -           | -           | -             | -                | 19            | 21            | 51             | 55             | 22            | 22            | 22             | 22             | 22            | 22            | 22             | 22             | 22     | 22     | 22     | 22     | 22     | 22     | 22     | 22     | 22     | 22     | 22     |        |
| Sezon 2024/2025                                                               |                    |                  |                  |               |               |             |             |                  |                  |                  |                  |             |             |               |                  |               |               |                |                |               |               |                |                |               |               |                |                |        |        |        |        |        |        |        |        |        |        |        |        |
| Hinterzarten HS109                                                            | Hinterzarten HS109 | Frenštát HS106   | Frenštát HS106   | Szczyrk HS104 | Szczyrk HS104 | Kranj HS109 | Kranj HS109 | Villach HS98     | Villach HS98     | Einsiedeln HS117 | Einsiedeln HS117 | Otepää HS97 | Otepää HS97 | Otepää HS97   | Kandersteg HS106 | Notodden HS98 | Notodden HS98 | Falun HS100    | Falun HS100    | Szczyrk HS104 | Szczyrk HS104 | Eisenerz HS109 | Eisenerz HS109 | Oberhof HS100 | Oberhof HS100 | Zakopane HS140 | Zakopane HS140 | punkty |        |        |        |        |        |        |        |        |        |        |        |
| -                                                                             | -                  | -                | -                | -             | -             | -           | -           | -                | -                | -                | -                | -           | -           | -             | 38               | -             | -             | -              | -              | 49            | 39            | -              | -              | -             | -             | -              | -              | 0      |        |        |        |        |        |        |        |        |        |        |        |
| Legenda                                                                       |                    |                  |                  |               |               |             |             |                  |                  |                  |                  |             |             |               |                  |               |               |                |                |               |               |                |                |               |               |                |                |        |        |        |        |        |        |        |        |        |        |        |        |
| 1 2 3 4-10 11-30 poniżej 30 dq – dyskwalifikacja - − zawodnik nie wystartował |                    |                  |                  |               |               |             |             |                  |                  |                  |                  |             |             |               |                  |               |               |                |                |               |               |                |                |               |               |                |                |        |        |        |        |        |        |        |        |        |        |        |        |